# Sisínio (bispo novaciano)
Sisínio (em latim: Sisinnius) foi bispo romano do século IV. Sucedeu Marciano como bispo dos novacianos de Constantinopla, tendo ocupado essa posição por décadas. Em seu leito de morto, indicou como candidato adequado ao posto Crisanto, filho de Marciano, que assumiu a posição em 412.